# Альпийская горка

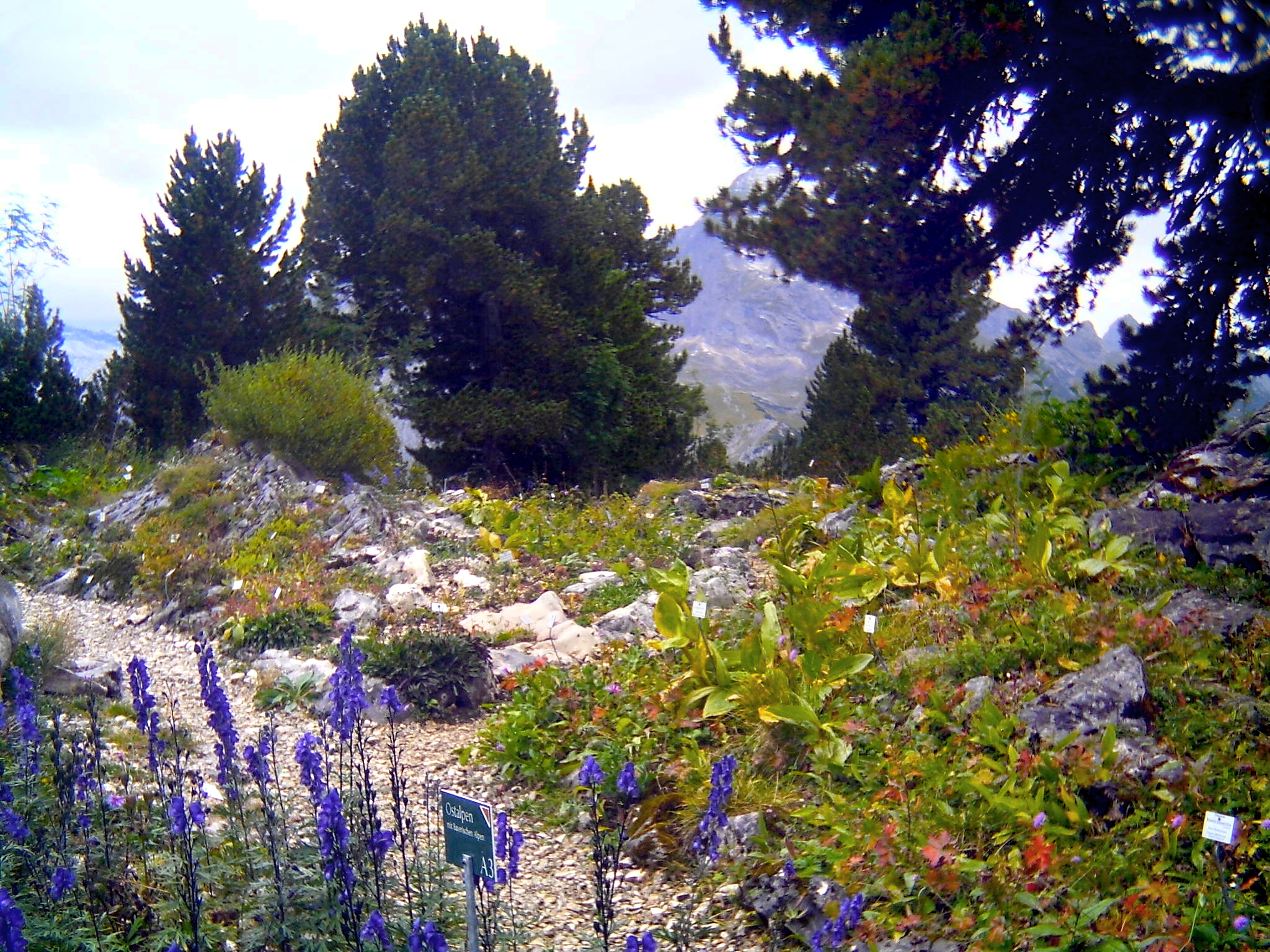
Альпинум рядом с Королевским домом на Шахене в Гармиш-Партенкирхене, Германия.

Альпийская горка (или альпинарий, альпийский сад) — частный или ботанический сад, а чаще — часть большого сада, либо цветник, специализирующийся на сборе и выращивании альпийских растений, которые естественно произрастают на больших высотах по всему миру, например, на Кавказе, в Пиренеях, Скалистых горах, Альпах, Гималаях и Андах. Это один из самых распространенных типов каменистых садов.
Каменистая горка, в которой помимо альпийских и субальпийских растений присутствуют прочие растения, называется рокарий. В быту понятия «альпинарий» и «рокарий» настолько сблизились, что обозначают одно и тоже.
Альпийский сад пытается имитировать условия места происхождения растений, большинство из которых являются литофитами. Одним из примеров этого является использование крупных камней и гравия, а не почвы, которая имеется там в данном месте до создания альпинария. Хотя горные растения могут переносить низкие температуры, они не устойчивы к вымоканию во влажной почве в зимние месяцы. Обычно используется бедная (песчаная), но очень хорошо дренированная почва.
Одним из основных препятствий для создания альпийского сада являются неподходящие условия, существующие в некоторых районах, особенно мягкие или суровые зимы и обильные осадки, как, например, в Великобритании и Ирландии. Этого можно избежать, выращивая растения в альпийском домике — по сути, неотапливаемой теплице — который пытается воспроизвести идеальные условия, или просто накрывая их на зиму поднятым листом стекла.
Согласно некоторым австрийским источникам, первый настоящий альпийский сад был создан Антоном Кернером фон Марилауном в 1875 году на горе Блазер в Тироле, Австрия, на высоте 2190 м.

## Растительность
Типичные растения альпийского сада:
- Androsace — проломник
- Arabis alpina — резуха альпийская
- Campanula — колокольчик, альпийские виды
- Dianthus, альпийские виды
- Gentiana
- Geranium dalmaticum — герань далматская
- Globularia — шаровница
- Iberis semperviren
- Leontopodium — эдельвейс
- Phlox subulata
- Pulsatilla vulgaris — прострел
- Primula, альпийские виды
- Ranunculus — лютик
- Rhodanthemum hosmariense
- Saxifraga, альпийские виды
- Scutellaria orientalis — шлемник
- Sedum spathulifolium
- Sisyrinchium
- Thymus — тимьян